# The Pyramid – Grab des Grauens
The Pyramid – Grab des Grauens (Originaltitel: The Pyramid) ist ein US-amerikanischer Horrorfilm aus dem Jahr 2014. Die Regie führte Grégory Levasseur. Die Hauptrollen spielen Ashley Hinshaw, Denis O’Hare und James Buckley. Der deutsche Kinostart war am 16. April 2015.

## Handlung
Im Jahr 2013 spüren die Archäologen Dr. Holden und seine Tochter Nora in Ägypten eine tetraedrische Pyramide auf, die tief unter dem Sand verborgen liegt. Aufregung und Begeisterung sind groß, denn eine dreiseitige Pyramide wurde noch nie in Ägypten entdeckt. Als sie mit der Ausgrabung beginnen und einen Eingang freilegen, wird ein Arbeiter durch austretende Mykotoxine schwer verletzt. Wegen einer plötzlichen Staatskrise droht die ägyptische Regierung zudem mit der Ausweisung der Archäologen.
Die Fernsehjournalistin Sunni Marsh, ihr Kameramann Terry Fitzsimmons, sowie der Techniker Michael Zahir beschließen, die Pyramide vorher zu untersuchen, ohne sie betreten zu müssen: damit sie nicht selbst Opfer des hochgiftigen Schimmelpilzes werden, entsenden sie einen kleinen, ferngesteuerten Roboter mit Kamera in die Korridore. Doch der Roboter wird überraschend von etwas angegriffen und beschädigt, das zunächst nicht genau zu erkennen ist. Weil der Roboter sündhaft teuer ist, nur geliehen war und die Zeit wegen der ungeduldig werdenden Regierungsbeamten knapp wird, beschließt das Team, die Pyramide zu betreten, sich kurz umzusehen und den Roboter einzusammeln. 
Im Inneren der Pyramide verläuft sich das Team jedoch, denn die Korridore sind wie ein Labyrinth angelegt und sehen alle gleich aus. In einem schwer zugänglichen Raum bricht das Team durch den Boden, Michael wird eingeklemmt und dabei schwer verletzt. Bei einem Versuch, durch einen Tunnel in der Decke zu klettern, wird Sunni von einem seltsamen, katzenartigen Tier angegriffen. Das Team sucht durch einen anderen Ausgang Hilfe und lässt Michael zurück. Wenig später hören sie diesen schreien und finden von ihm nur noch Blutspuren und das Bein, das unter dem Deckenblock festgeklemmt war. Das Team entdeckt einen Geheimgang, von dem sie sich eine Fluchtmöglichkeit erhoffen. Doch bei dem Versuch, einer Falle aus Treibsand zu entkommen, stürzt Sunni in eine Fallgrube und wird von Stacheln durchbohrt. Dann wird sie von den Tieren, die sich als in der Pyramide lebende Sphinx-Katzen herausstellen, angegriffen. Sie stirbt an ihren schweren Verletzungen durch die Stacheln und die Angriffe der Katzen. 
Wegen des labyrinthartigen Aufbaus, der tödlichen Fallen und der Sphinx-Katzen in der Pyramide vermutet Dr. Holden, dass diese allein zu dem Zweck gebaut wurde, in ihrem Inneren etwas einzusperren. Parallel dazu beginnt das verbliebene Mykotoxin, das überlebende Team zu vergiften und verursacht Nekrosen der Haut und zunehmende Aggressivität. Außerhalb der Pyramide haben ägyptische Soldaten unterdessen das Verschwinden der Archäologen bemerkt. Corporal Shadid, der ihnen helfen will, wird von einer großen Kreatur, vor der sogar die Katzen geflohen sind, in einen Schacht gezerrt und getötet. Wenig später entdeckt die Gruppe die Grabkammer, in der überraschenderweise das Skelett eines Abenteurers aus dem 19. Jahrhundert ruht. Ein daneben liegendes Tagebuch enthüllt nicht nur eine Übersetzung wichtiger Inschriften, sondern auch den einzigen, richtigen Fluchtweg raus aus der Pyramide. 
Plötzlich wird auch Dr. Holden von der riesigen Kreatur verschleppt. Nora und Terry folgen seiner Spur und entdecken einen versteckten Eingang. Er führt in eine Halle und zu der Kreatur, die drei Meter groß ist und einen Schakalkopf hat. Sie entreißt Dr. Holden das Herz und wiegt dieses auf einer Waage. Anhand von Hieroglyphen in der Höhle erkennt Nora, dass es sich um den Gott Anubis handelt, der in der Pyramide gefangen ist. Sie versuchen, aus der Halle zu fliehen, jedoch verfolgt Anubis sie und tötet Terry. Nora kann entkommen, als die Katzen Anubis angreifen. Sie bricht wenige Meter vor dem Ausgang der Pyramide zusammen. Später wird sie von einem Jungen entdeckt, der ihre Kamera stehlen will, wodurch Nora wieder aufwacht. Noras Gesicht ist zum großen Teil durch das Mykotoxin entstellt. Bevor sie und der Junge aus der Pyramide fliehen können, werden beide von Anubis angegriffen.

## Veröffentlichung
Am 7. Juli 2014 sicherte sich 20th Century Fox die Vertriebsrechte am Film und gab als US-Kinostart den 5. Dezember 2014 bekannt. In Deutschland lief der Film am 16. April 2015 in den Kinos an. Anschließend erschien der Film am 17. April 2015 als Video-on-Demand, außerdem wurde er am 5. Mai 2015 als Direct-to-Video veröffentlicht.

## Kritik
Der Film erhielt überwiegend negative Kritiken. Bei Rotten Tomatoes sind 13 % der Kritiken positiv bei insgesamt 40 Kritiken; die durchschnittliche Bewertung beträgt 2,7/10. Im Kritikerkonsens heißt es: „Schlecht ausgeleuchtet und dünn geschrieben, bietet The Pyramid nur wenig mehr als hölzerne Dialoge, amateurhaftes Schauspiel und verstaubte Found-footage-Schocker.“ (englisch „Poorly lit and thinly writ, The Pyramid houses little more than clunky dialogue, amateurish acting, and dusty found-footage scares.“) The Hollywood Reporter urteilte, der Film sei „eine Enttäuschung in jeder Hinsicht“. Der Filmdienst bezeichnete The Pyramid als „stereotype[n] Horrorfilm“, der „seine Protagonisten im kaum ausgeleuchteten Schein der Wackelkamera“ verliere. Der Film sei „auch innerhalb des Genres eher unteres Niveau“.

## Einspielergebnis
Der Film wurde mit einem Budget von ca. 6,5 Mio. US-Dollar umgesetzt und erzielte weltweit bisher ein Einspielergebnis von über 16 Mio. US-Dollar.
In Nordamerika lief der Film in 589 Kinos an und erzielte am Startwochenende ein Einspielergebnis von nur 1,3 Mio. US-Dollar. Entgegen den Erwartungen der Investoren, die mit einem Einspielergebnis von über 20 Mio. US-Dollar im heimischen Filmmarkt gerechnet hatten, spielte der Film in Nordamerika insgesamt weniger als 2,8 Mio. US-Dollar ein.
Außerhalb Nordamerikas wurde der Film gleichzeitig in 18 Filmmärkten veröffentlicht, darunter in Großbritannien, Russland und Vietnam. Das internationale Einspielergebnis am Startwochenende betrug 3,8 Mio. US-Dollar.